# Salix krylovii
Salix krylovii là một loài thực vật có hoa trong họ Liễu. Loài này được E.L. Wolf miêu tả khoa học đầu tiên năm 1911.